# Максим Подголюзін
Максим Подголюзін (ест. Maksim Podholjuzin, нар. 13 листопада 1992, Таллінн) — естонський футболіст, захисник клубу «Нимме Калью» та національної збірної Естонії.
Виступав також за клуб «Левадія».
Чотириразовий чемпіон Естонії. Шестиразовий володар Кубка Естонії. Чотириразовий володар Суперкубка Естонії.

## Клубна кар'єра
У дорослому футболі дебютував 2009 року виступами за команду «Левадія», в якій провів тринадцять сезонів, взявши участь у 350 матчах чемпіонату.  Більшість часу, проведеного у складі таллінської «Левадії», був основним гравцем захисту команди. За цей час чотири рази ставав чемпіоном Естонії, шість разів виборював титул володаря Кубка Естонії, чотири рази — володарем Суперкубка країни.
До складу клубу «Нимме Калью» приєднався 2023 року. Станом на 20 червня 2025 року відіграв за талліннський клуб 79 матчів в національному чемпіонаті.

## Виступи за збірні
Грав за юнацькі збірні Естонії, а згодом залучався до складу молодіжної збірної Естонії. На молодіжному рівні зіграв у 3 офіційних матчах.
2014 року провів свій єдиний офіційний матч у складі національної збірної Естонії.

## Титули і досягнення
- Чемпіон Естонії (4):

«Левадія»: 2009, 2013, 2014, 2021
- Володар Кубка Естонії (6):

«Левадія»: 2009-2010, 2011-2012, 2013-2014, 2017-2018, 2020-2021
«Нимме Калью»: 2024-2025
- Володар Суперкубка Естонії (4):

«Левадія»: 2010, 2013, 2015, 2018